# Mitrospingidae
I Mitrospingidi (Mitrospingidae Barker et al., 2013) sono una famiglia di uccelli dell'ordine dei Passeriformi, diffusi nel Nuovo Mondo.

## Tassonomia
La famiglia Mitrospingidae comprende i seguenti generi e specie, in precedenza inquadrati tra i Thraupidi:
- Genere Mitrospingus
  - Mitrospingus cassinii (Lawrence, 1861)
  - Mitrospingus oleagineus (Salvin, 1886)

- Genere Orthogonys
  - Orthogonys chloricterus (Vieillot, 1819)

- Genere Lamprospiza
  - Lamprospiza melanoleuca (Vieillot, 1817)